# 11673 Baur
11673 Baur è un asteroide della fascia principale. Scoperto nel 1998 dall'osservatorio di Farra d'Isonzo, presenta un'orbita caratterizzata da un semiasse maggiore pari a 2,2247933 UA e da un'eccentricità di 0,0871918, inclinata di 2,32847° rispetto all'eclittica.
L'asteroide è dedicato all'astronomo tedesco Johann Martin Baur.